# Ghana ai XXIV Giochi olimpici invernali
Il Ghana ha partecipato ai XXIV Giochi olimpici invernali, che si sono svolti dal 4 al 20 febbraio 2022 a Pechino in Cina, con una delegazione composta da 1 solo atleta.
Questa è la terza volta che il Ghana ha partecipato ai Giochi olimpici invernali riuscendo a qualificare almeno un atleta.

## Delegazione
| Sport      | Uomini | Donne | Totale |
| ---------- | ------ | ----- | ------ |
| Sci alpino | 1      | -     | 1      |
| Totale     | 1      | -     | 1      |

## Risultati

### Sci alpino
| Atleta       | Evento         | Tempo     | Tempo     | Tempo  | Posizione |
| Atleta       | Evento         | 1ª manche | 2ª manche | Totale | Posizione |
| ------------ | -------------- | --------- | --------- | ------ | --------- |
| Carlos Mäder | Slalom gigante | DNF       | DNF       | DNF    | DNF       |